# Крус, Даутцен
Да́утцен Крус (нидерл. и з.-фриз. Doutzen Kroes; род. 23 января 1985, Остермер, Фрисландия) — нидерландская супермодель и актриса фризского происхождения.

## Биография
Даутцен Крус родилась 23 января 1985 года в маленьком городе Остермер, Нидерланды. После окончания высшей школы отправила свои снимки в модельное агентство. Сейчас это одна из самых высокооплачиваемых супермоделей мира.
В 2005 году Даутцен Крус была выбрана лучшей моделью сайта Vogue. В 2006 году девушка подписала контракт с косметической маркой L’Oreal Paris. В 2007 году в майском номере американской версии журнала Vogue она появилась на обложке вместе с моделями Хилари Рода, Каролин Трентини, Ракель Циммерман, Сашей Пивоваровой, Агнесс Дин, Коко Роша, Джессикой Стэм, Шанель Иман и Лили Дональдсон, где они были представлены как новое поколение супермоделей.
Даутцен Крус — единственная из известных моделей, в том числе и Ангелов Victoria's Secret, попавших в модельный бизнес самостоятельно. В отличие от большинства девушек, которых нашли скауты крупных агентств (как Кейт Мосс или Наталью Водянову), заметили фотографы (как Руслану Коршунову и Каролину Куркову) или выигравших конкурсы (как Хайди Клум и Адриана Лима), Даутцен сама отправила свои фото в агентство, чтобы подзаработать на полагающихся в данном случае «премиальных». Однако красоту девушки заметили даже на некачественных фотографиях.
Даутцен Крус появлялась на обложках журналов Time, Vogue, Harper's Bazaar, Numéro, Seventeen, ELLE, Marie Claire, Glamour и многих других. Участвовала в рекламных кампаниях Calvin Klein, Dolce & Gabbana, Escada, GAP, Gianfranco Ferré, Gucci, Guerlain, H&M, HUGO by Hugo Boss, L'Oréal, Mexx, Schwarzkopf, Tommy Hilfiger denim, Valentino, Versace и Neiman Marcus. Также является одним из Ангелов Victoria's Secret. Снималась для календаря Pirelli в 2008 году.
Даутцен дружит с моделями Адрианой Лимой, Алессандрой Амбросио, Селитой Ибэнкс, Каролиной Курковой, Мирандой Керр, Хайди Клум и Марисой Миллер и Кэндис Свейнпол, а также Сашей Эм.

### Личная жизнь
С 7 ноября 2010 года Даутцен замужем за диджеем Саннери Джеймсом Горре, с которым она встречалась 14 месяцев до их свадьбы. У супругов есть двое детей — сын Филлен Джой Горре (род. 21 января 2011) и дочь Миллена Мэй Горре (род. 30 июля 2014).

## Национальность
Даутцен Крус принадлежит к малочисленному народу фризов (около 420 тыс. человек), живущему в Нидерландах и на северо-западе Германии. Фамилия Крус является голландской фамилией, не встречающейся у фризов, однако имя Даутцен — типично фризское женское имя (с фризского переводится как «Голубка»), не встречающееся за пределами Фрисландии.
Даутцен согласилась участвовать в рекламных акциях фризского общества Afûk, призывающих жителей Фрисландии говорить на фризском языке. Хотя гонорар за рекламные акции с участием супермодели обычно исчисляется в шестизначных числах, в акциях Afûk Даутцен Крус принимает участие бесплатно, беспокоясь за судьбу родного языка. С родителями Даутцен до сих пор общается на фризском языке, в том числе при переписке по сети Интернет.

## Фильмография
- 2011 — Новая земля — Катарина Планциус
- 2015 — J’marche pas en arrière (короткометражка)
- 2017 — Чудо-женщина — Венелия
- 2017 — Лига справедливости — Венелия